# Landfjärden
Landfjärden est une localité de Suède dans la commune de Nynäshamn située dans le comté de Stockholm.
Sa population était de 284 habitants en 2019.